# Fontenay-le-Fleury
Fontenay-le-Fleury település Franciaországban, Yvelines megyében. Lakosainak száma 13 640 fő (2022. január 1.). Fontenay-le-Fleury Noisy-le-Roi, Bailly, Bois-d’Arcy, Rennemoulin, Saint-Cyr-l’École és Villepreux községekkel határos.

## Népesség
A település népességének változása:
| Lakosok száma | 13 086 | 13 374 | 13 570 | 13 503 | 13 494 | 13 466 | 13 518 | 13 455 | 13 640 |
|               | 2013   | 2015   | 2016   | 2017   | 2018   | 2019   | 2020   | 2021   | 2022   |